# Pseudocercospora
Pseudocercospora — рід грибів родини Mycosphaerellaceae. Назва вперше опублікована 1911 року.
Види Pseudocercospora є збудниками рослин. Широко поширений рід містить понад 1100 видів, зосереджених переважно в тропічних регіонах. Псевдоцеркоспора була визначена італійсько-аргентинським ботаніком Карлосом Луїджі Спегацціні.